# Isa Genzken
Isa Genzken (Bad Oldesloe, 27 novembre 1948) è un'artista tedesca.
Vive e lavora a Berlino. La sua produzione si concentra principalmente sulla scultura e sull'installazione, attraverso l'uso di una grande varietà di materiali, tra cui cemento, gesso, legno e tessuti. Lavora inoltre con la fotografia, il video, il film e il collage.

## Biografia
Hanne-Rose "Isa" Genzken (pronuncia: I-sa Ghènz-ken) è cresciuta principalmente nella città di Bad Oldesloe, nel nord della Germania, e ad Amburgo.
Ha studiato belle arti e storia dell'arte con Almir Mavignier e Kai Sudeck presso la Università delle Belle Arti di Amburgo (1968–1971) e in seguito alla Università delle Arti di Berlino (1971–1973). Per finanziare i suoi studi, ha lavorato part-time come modella.
Nel 1973 si è trasferita all’Accademia di belle arti di Düsseldorf, frequentando contemporaneamente corsi di storia dell’arte e filosofia all’Università di Colonia. Tra i suoi compagni di studi figuravano anche gli artisti Katharina Fritsch e Thomas Struth.
Dopo la laurea, ottenuta nel 1977, Genzken ha insegnato scultura presso l’Accademia. Nel 1982 ha sposato l'artista tedesco Gerhard Richter e si è trasferita a Colonia l'anno successivo. La coppia si è separata nel 1993, anno in cui l'artista ha fatto ritorno a Berlino.
Genzken soffre di disturbo bipolare, alternando fasi maniacali e depressive, e ha trascorso diversi periodi in strutture psichiatriche. È stata inoltre spesso sottoposta a trattamenti per abuso di sostanze. In un'intervista del 2016, ha dichiarato che i suoi problemi con l’alcol sono iniziati dopo il divorzio, ma che era sobria dal 2013.
Nel corso della sua carriera ha lavorato in studi a Düsseldorf, a Colonia (in uno spazio progettato nel 1993 dall’architetto Frank Tebroke), negli Stati Uniti (a Lower Manhattan e Hoboken, New Jersey) e attualmente a Berlino.

## Opera
Sebbene Isa Genzken si concentri principalmente sulla scultura, ha prodotto opere in diversi media, tra cui fotografia, film, video, lavori su carta, opere su tela a olio, collage, libri di collage, sceneggiature cinematografiche e persino un disco. La sua pratica artistica, estremamente diversificata, si rifà alle eredità del Costruttivismo e del Minimalismo e spesso instaura un dialogo critico e aperto con l’architettura modernista e la cultura visiva e materiale contemporanea. Questa varietà espressiva impedisce alla sua opera di diventare prevedibile, pur mantenendo in molte occasioni le convenzioni della scultura tradizionale. Utilizzando materiali come gesso, cemento, campioni edilizi, fotografie e oggetti di recupero, Genzken crea strutture architettoniche che sono state descritte come “rovine contemporanee”. Spesso incorpora anche specchi e superfici riflettenti per coinvolgere letteralmente lo spettatore all'interno dell’opera. Genzken impiega inoltre metodi di posizionamento spaziale per suscitare emozioni nel pubblico, obbligando l’osservatore a interagire fisicamente con le sue sculture a causa della loro collocazione nello spazio espositivo. Un motivo ricorrente nella sua produzione è la colonna, un archetipo architettonico “puro” attraverso cui esplora le relazioni tra l’“arte alta” e i prodotti industriali della cultura popolare.
Negli anni ’70, Genzken iniziò a lavorare il legno, scolpendolo in forme geometriche insolite come iperboloidi ed ellissoidi. Nelle fotografie della sua Hi-Fi-Serie (1979), riprodusse delle pubblicità di giradischi stereo.
Negli anni 1980, Genzken e Gerhard Richter ricevettero l’incarico di progettare la stazione della metropolitana König-Heinrich-Platz a Duisburg; l’opera fu completata nel 1992. Tra il 1986 e il 1992, Genzken concepì una serie di sculture in gesso e cemento per indagare l’architettura. Queste sculture sono composte da lastre di cemento versate e sovrapposte in sequenza, caratterizzate da aperture grezze, finestre e interni. Una serie successiva consiste in altre citazioni architettoniche o di design d’interni realizzate con calchi in resina epossidica, come sculture a forma di colonne o lampade. Nel 1986, le sue referenze architettoniche passarono dagli anni 1910, 1920 e 1930 agli anni 1950, 1960 e 1970. Nel 1990 installò una struttura in acciaio, Camera (1990), sul tetto di una galleria di Bruxelles, offrendo una vista sulla città sottostante. Nel 2000, una serie di modelli architettonici grossolanamente assemblati fu iscritta con la scritta Fuck the Bauhaus. Successivamente, nella serie New Buildings for Berlin, presentata alla Documenta 11, Genzken progettò visioni architettoniche di grattacieli in vetro.
Il progetto intitolato Der Spiegel 1989-1991 è una serie di immagini composta da 121 riproduzioni di fotografie in bianco e nero selezionate e ritagliate dalla rivista settimanale tedesca Der Spiegel. Presentate in modo non sequenziale ma metodico, ogni immagine è incollata su un pezzo di cartoncino bianco e montata singolarmente in una cornice semplice. Sebbene le immagini stesse siano prive di didascalie, le date nei titoli della serie offrono indizi sulle intenzioni dell'artista.
Le sue pitture di cerchi sospesi, intitolate collettivamente MLR (More Light Research) (1992), ricordano attrezzi ginnici colti a metà oscillazione e congelati nel tempo.
A partire dal 1995, durante un soggiorno di diversi mesi a New York, Genzken realizzò un libro di collage in tre volumi intitolato I Love New York, Crazy City (1995–1996), un compendio di souvenir dei suoi vari soggiorni in città, comprendente fotografie dell’architettura di Midtown, istantanee, mappe, fatture di hotel, volantini di nightclub e biglietti di concerti, tra gli altri.

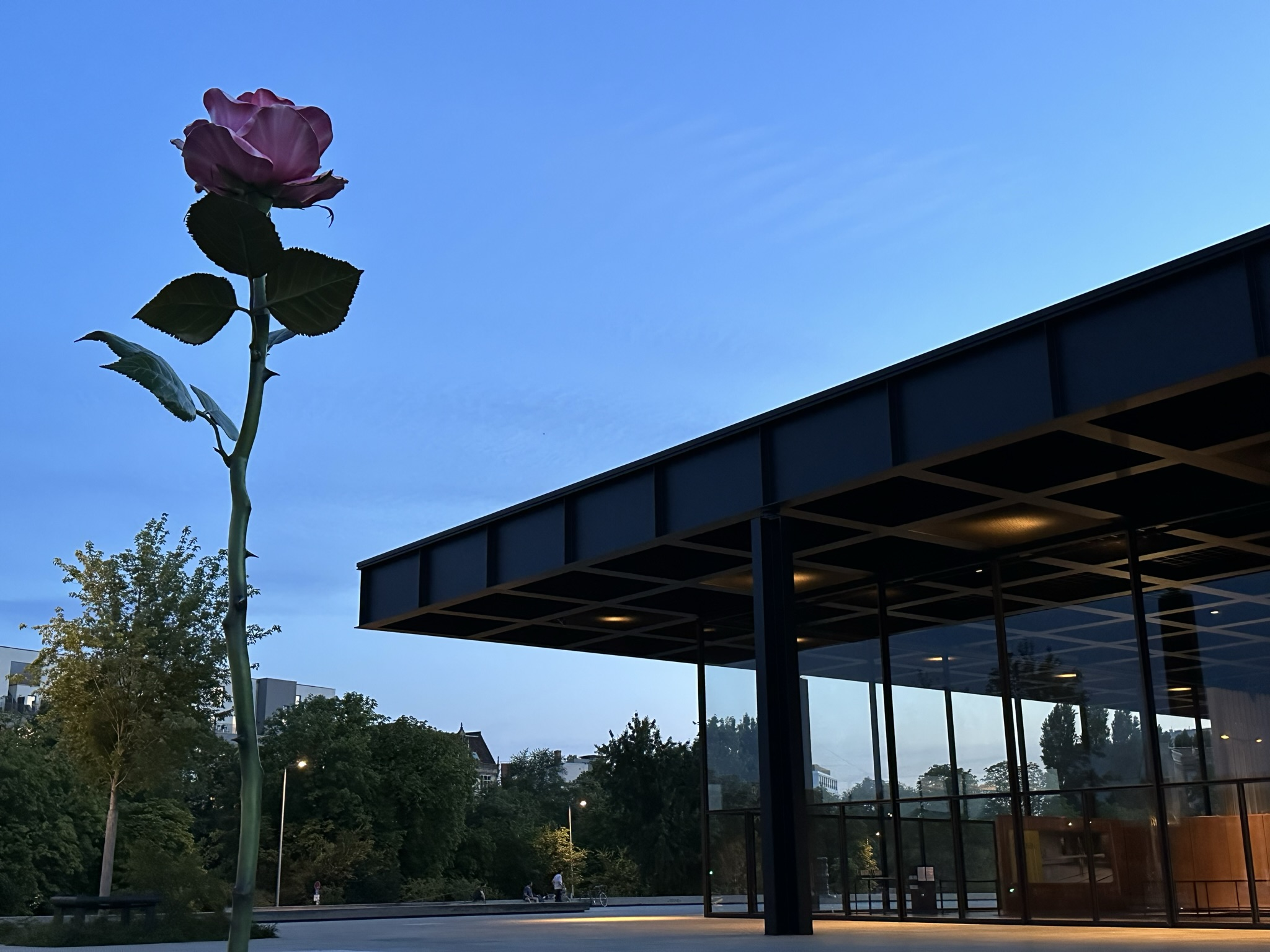
Rose, davanti alla Neue Nationalgalerie a Berlino, vicino a Potsdamer Platz

Una delle opere più note di Genzken, Rose (1993/7), è una scultura pubblica raffigurante una singola rosa a gambo lungo, realizzata in acciaio inossidabile smaltato, che si erge per otto metri sopra il quartiere fieristico di Lipsia. La prima opera pubblica dell’artista negli Stati Uniti, la replica Rose II (2007), è stata installata all’esterno del New Museum come parte di un’installazione a rotazione della durata di un anno, nel novembre 2010.
Genzken ha realizzato anche numerosi film, tra cui Zwei Frauen im Gefecht (1974), Chicago Drive (1992), Meine Großeltern im Bayerischen Wald (1992) e il video Empire/Vampire, Who Kills Death (2003).

## Esposizioni
La prima mostra personale di Genzken si è tenuta nel 1976 presso la Galleria Konrad Fischer a Düsseldorf, mentre la sua prima mostra con la Galerie Buchholz è stata nel 1986 a Colonia. Dal 23 novembre 2013 al 10 marzo 2014, la retrospettiva intitolata Isa Genzken: Retrospective è stata esposta al Museum of Modern Art. Successivamente, la mostra ha viaggiato verso il Museum of Contemporary Art di Chicago e il Dallas Museum of Art.

## Collezioni
Le opere di Genzken fanno parte delle collezioni di numerose istituzioni a livello internazionale, tra cui la Nationalgalerie di Berlino Ovest; la Staatsgalerie di Stoccarda; lo Stedelijk Van Abbemuseum di Eindhoven; il Rijksmuseum Kröller-Müller di Otterlo; il Museum of Modern Art di New York; il Carnegie Museum of Art di Pittsburgh; la Generali Foundation di Vienna; lo Hirshhorn Museum and Sculpture Garden di Washington, D.C.; il Kemper Art Museum di St. Louis; il Museum Ludwig di Colonia; il Museum Frieder Burda di Baden-Baden; il Van Abbemuseum di Eindhoven e lo Stedelijk Museum di Amsterdam; Ruby City, Linda Pace Foundation, San Antonio, Texas; la scultura Rose III a Zuccotti Park, New York.

## Riconoscimenti
Ha vinto l’International Art Prize (Donazione culturale della SSK Monaco) nel 2004 e il Wolfgang-Hahn-Preis (Museum Ludwig, Colonia) nel 2002.